# Công ước Ramsar
Công ước Ramsar là một công ước quốc tế về bảo tồn và sử dụng một cách hợp lý và thích đáng các vùng đất ngập nước có tầm quan trọng quốc tế, đặc biệt như là nơi cư trú của loài chim nước Ramsar, được ký năm 1971 tại thành phố Ramsar (Iran) với mục đích ngăn chặn quá trình xâm lấn ngày càng gia tăng vào các vùng đất ngập nước cũng như sự mất đi của chúng ở thời điểm hiện nay cũng như trong tương lai, công nhận các chức năng sinh thái học nền tảng của các vùng đất ngập nước và các giá trị giải trí, khoa học, văn hóa và kinh tế của chúng.
Khu Ramsar là vùng đất ngập nước có đủ điều kiện đáp ứng được các tiêu chí lựa chọn của một vùng đất ngập nước có tầm quan trọng quốc tế được quy định trong Công ước Ramsar.

## Công ước
Tiêu đề chính thức của công ước là The Convention on Wetlands of International Importance, especially as Waterfowl Habitat (Công ước về các vùng đất ngập nước có tầm quan trọng quốc tế đặc biệt như là nơi cư trú của loài chim nước Ramsar). Công ước này được tạo ra và phê chuẩn bởi các quốc gia tham gia tại cuộc họp tại thành phố Ramsar, Iran ngày 2 tháng 2 năm 1971 và có hiệu lực ngày 21 tháng 12 năm 1975. Từ năm 1997, ngày 2 tháng 2 cũng trở thành Ngày Đất ngập nước Thế giới. 
Danh sách Ramsar về các vùng đất ngập nước có tầm quan trọng quốc tế hiện nay (2007) bao gồm trên 1.616 khu vực (gọi là khu Ramsar) với tổng diện tích khoảng 1.455.000 km², tăng lên từ con số 1.021 khu vực vào năm 2000. Quốc gia hiện nay có số lượng khu Ramsar nhiều nhất là Vương quốc Anh với 164 khu; còn quốc gia với diện tích khu Ramsar lớn nhất là Canada với trên 130.000 km², bao gồm cả khu vực vịnh Queen Maud diện tích 62.800 km².
Công ước Ramsar được quản lý bởi một Ban Thư ký độc lập (Văn phòng Ramsar) đặt tại trụ sở của Tổ chức bảo tồn thiên nhiên quốc tế (IUCN) ở Thuỵ Sỹ. Cơ quan ra quyết định chính là Hội nghị các Bên, họp 3 năm một lần. Các tổ chức quốc tế như BirdLife International, IUCN, Quỹ quốc tế bảo vệ thiên nhiên hoang dã (WWF International), cũng góp phần hỗ trợ bằng việc cung cấp tư vấn kỹ thuật của các chuyên gia, giúp thực hiện các nghiên cứu và hỗ trợ tài chính.
Từ 18 quốc gia ký kết ban đầu năm 1971, tăng lên từ 119 vào năm 2000; đến năm 2007, đã có 153 quốc gia và vùng lãnh thổ tham gia công ước. Đại diện các quốc gia ký kết gặp nhau 3 năm một lần tại Hội nghị các quốc gia ký kết (COP), với hội nghị đầu tiên tổ chức tại Cagliari, Italia năm 1980. Các sửa đổi quan trọng đối với côn ước ban đầu đã đạt được tại Paris (năm 1982) và Regina (năm 1987).
Đến tháng 5/2012, tổng cộng có 160 quốc gia và vùng lãnh thổ tham gia công ước Ramsar, bao gồm 2006 khu, tổng diện tích là 192,822,023 hecta.
Phục vụ cho công ước có ủy ban thường trực, ban xét duyệt khoa học và ban thư ký tại trụ sở chính ở Gland, Thụy Sĩ cùng với IUCN.
Việt Nam đã ký gia nhập Công ước Ramsar vào năm 1989, là thành viên thứ 50, đồng thời là quốc gia đầu tiên của Đông Nam Á tham gia Công ước này.

## Các quốc gia tham gia
Danh sách 151 quốc gia và vùng lãnh thổ 
| - Albania - Algérie - Antigua và Barbuda - Argentina - Armenia - Úc - Áo - Azerbaijan - Bahamas - Bahrain - Bangladesh - Belarus - Bỉ - Belize - Bénin - Bolivia - Bosna và Hercegovina - Botswana - Brasil - Bulgaria - Burkina Faso - Burundi - Campuchia - Canada - Quần đảo Cayman - Cộng hòa Trung Phi - Tchad - Chile - Trung Quốc - Colombia - Comoros - Cộng hòa Congo - Quần đảo Cook - Costa Rica - Bờ Biển Ngà - Croatia - Cuba - Síp | - Cộng hòa Séc - Đan Mạch - Djibouti - Cộng hòa Dominica - Ecuador - Ai Cập - El Salvador - Guinea Xích Đạo - Estonia - Phần Lan - Pháp - Gabon - Gambia - Gruzia - Đức - Ghana - Hy Lạp - Guatemala - Guinée - Guiné-Bissau - Honduras - Hồng Kông - Hungary - Iceland - Ấn Độ - Indonesia - Iran - Ireland - Israel - Ý - Jamaica - Nhật Bản - Jordan - Kazakhstan - Kenya - Hàn Quốc - Kyrgyzstan - Latvia | - Lesotho - Liban - Liberia - Libya - Liechtenstein - Litva - Luxembourg - Bắc Macedonia - Madagascar - Malawi - Malaysia - Mali - Malta - Quần đảo Marshall - Mauritanie - Mauritius - México - Moldova - Monaco - Mông Cổ - Maroc - Mozambique - Myanmar - Namibia - Nepal - Hà Lan - New Zealand - Nicaragua - Niger - Nigeria - Na Uy - Pakistan - Palau - Panama - Papua New Guinea - Paraguay - Perú - Philippines | - Ba Lan - Bồ Đào Nha - România - Nga - Rwanda - Saint Lucia - Samoa - Sénégal - Serbia - Seychelles - Sierra Leone - Slovakia - Slovenia - Nam Phi - Tây Ban Nha - Sri Lanka - Sudan - Suriname - Thụy Điển - Thụy Sĩ - Syria - Tajikistan - Tanzania - Thái Lan - Togo - Trinidad và Tobago - Tunisia - Thổ Nhĩ Kỳ - Uganda - Ukraina - Anh Quốc - Hoa Kỳ - Uruguay - Uzbekistan - Venezuela - Việt Nam - Zambia |

Thành viên không còn tồn tại:  Liên Xô cũ

## Danh sách khu Ramsar tại Việt Nam
Tính đến năm 2019, Việt Nam có 9 khu Ramsar của thế giới:
- Vườn quốc gia Xuân Thủy - Nam Định
- Vùng đất ngập nước Bầu Sấu thuộc Vườn quốc gia Cát Tiên - Đồng Nai
- Hồ Ba Bể - Bắc Kạn
- Vườn quốc gia Tràm Chim[4], huyện Tam Nông, tỉnh Đồng Tháp (2012)
- Vườn quốc gia Mũi Cà Mau, thuộc huyện Ngọc Hiển, Cà Mau (2013)
- Vườn quốc gia Côn Đảo (2014)
- Khu bảo tồn đất ngập nước Láng Sen, tỉnh Long An (2015)[5]
- Vườn quốc gia U Minh Thượng, tỉnh Kiên Giang (2016)
- Khu bảo tồn thiên nhiên đất ngập nước Vân Long - Ninh Bình (2019)

Ngày 13 tháng 4 năm 2013 tại Vườn Quốc gia Mũi Cà Mau, Bộ Tài nguyên và Môi trường, UBND tỉnh Cà Mau và Tổ chức Quốc tế về Bảo tồn Thiên nhiên (WWF) đã tổ chức buổi lễ đón nhận bằng khu Ramsar thứ năm của Việt Nam và là khu Ramsar thứ 2088 của thế giới,
Ngày 27 tháng 11 năm 2015, Khu bảo tồn đất ngập nước Láng Sen (Long An) công nhận là khu Ramsar thứ 7 của Việt Nam và thứ 2.227 của thế giới.
Ngày 22 tháng 2 năm 2016, Vườn quốc gia U Minh Thượng (Kiên Giang) trở thành khu Ramsar thứ 8 của Việt Nam và thứ 2.228 của thế giới.